# Ngile jezik
Ngile jezik (ISO 639-3: jle; daloka, darra, masakin, mesakin, taloka), nigersko-kongoanski jezik uže kordofanske skupine kojim govori 38 000 ljudi (1982 SIL) u selima na brdima Mesakin, planine Nuba u provinciji Kordofan, Sudan.
Podklasificiran je podskupini ngile-dengebu, šira skupina talodi. Ima više dijalekata: aheima (el akheimar), daloka (taloka), masakin gusar (mesakin qusar, masakin buram) i masakin tuwal (tiwal, towal).

## Vanjske poveznice
- Ethnologue (14th)
- Ethnologue (15th)